# Emília Llorens
L'Emilia Llorens (Cornellana (Lleida), 1934- 29 de noviembre de 2023) fou una trementinaire catalana. Provinent d'una família amb tradició trementinaire, l'Emília Llorens va ser el principal referent a l'hora d'explicar i donar a conèixer aquest històric ofici.
L'Emília, de cal Peret de Cornellana (La Vansa), va fer de trementinaire amb la seva àvia, Maria Majoral, des dels set anys fins al setze. 
A l'edat de 7 anys va acompanyar per primera vegada la seva padrina Maria Majoral en el viatge que la trementinaire feia per terres del Lluçanès, la plana de Vic, el Montseny i la Selva. El viatge que va fer quan tenia 9 anys és el que recordava amb més emoció, perquè va veure el mar per primer cop.  L'Emília va continuar fent de trementinaire  aprenent fins als 16 anys, quan va deixar l'ofici “d'anar pel món” per aprendre a cosir i ajudar a casa.
Emília explica que la seva professió va acabar en arribar la penicil·lina i la medicina moderna. Tot i això, durant uns anys, els seus clients els seguiren escrivint i demanant-los els seus remeis.
L'any 55 la seva àvia, Maria Majoral, va fer l'últim viatge, l'Emília no va poder anar perquè havia d'apendre a cosir i ajudar en casa, perquè el pare no podía treballar molt per problemes de salut. Va anar la seva mare en el seu lloc.
L'Emília Llorens va ser el principal referent a l'hora d'explicar i donar a conèixer aquest històric ofici. A l'any 2005 va rebre el premi Trementinaire d'Honor que atorga l'organització de la Festa de les Trementinaires.